# Simulacres et Simulation
 (avril 2016).

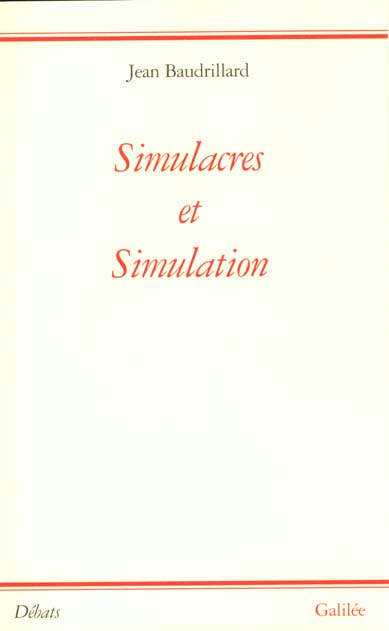
Couverture de la première édition de Simulacres et Simulation.

Simulacres et Simulation est un ouvrage de Jean Baudrillard, publié en 1981 aux éditions Galilée. Le philosophe français y poursuit et approfondit sa réflexion sur le concept de simulacre qu'il avait commencée dans L'échange symbolique et la mort. L'ouvrage est composé de dix-huit parties : la première, la plus longue, intitulée « La précession des simulacres », approche la définition de la notion et de la nature du simulacre tandis que les autres parties sont des exemplifications de la simulation dans la société contemporaine occidentale.

## La précession des simulacres
Le chapitre « La précession des simulacres » s'ouvre sur une épigraphe paraphrasant l'Ecclésiaste, qui donne une première définition du simulacre : « Le simulacre n'est jamais ce qui cache la vérité – c'est la vérité qui cache qu'il n'y en a pas.
Le simulacre est vrai. »

À l'aide de la métaphore de la carte, empruntée à un récit de Jorge Luis Borges dans lequel les cartographes de l'Empire dressent une carte si détaillée qu'elle finit par recouvrir très exactement le territoire, Baudrillard délimite la problématique du simulacre : 

« Le territoire ne précède plus la carte ni ne lui survit. C'est désormais la carte qui précède le territoire – précession des simulacres –, c'est elle qui engendre le territoire et, s'il fallait reprendre la fable, c'est aujourd'hui le territoire dont les lambeaux pourrissent lentement sur l'étendue de la carte. C'est le réel, et non la carte, dont des vestiges subsistent çà et là, dans les déserts qui ne sont plus ceux de l'Empire, mais le nôtre. Le désert du réel lui-même. »

Pour définir le simulacre, Baudrillard cherche à cerner l'acte de simuler, par contraste avec l'activité connexe de feindre : 

« Dissimuler est feindre de ne pas avoir ce qu'on a. Simuler est feindre d'avoir ce qu'on n'a pas. L'un renvoie à une présence, l'autre à une absence. Mais la chose est plus compliquée, car simuler n'est pas feindre : Celui qui feint une maladie peut simplement se mettre au lit et faire croire qu'il est malade. Celui qui simule une maladie en détermine en soi quelques symptômes. (Littré) Donc, feindre, ou dissimuler, laissent intact le principe de réalité : la différence est toujours claire, elle n'est que masquée. Tandis que la simulation remet en cause la différence du vrai et du faux, du réel et de l'imaginaire. »

 Il s'intéresse également aux cas des iconoclastes qui ont saisi que l'image de la divinité était sacrilège non pas parce qu'elle représentait le divin, mais parce qu'elle le faisait disparaître derrière elle.    

« Telle est la simulation, en ce qu'elle s'oppose à la représentation. Celle-ci part du principe d'équivalence du signe et du réel (même si cette équivalence est utopique, c'est un axiome fondamental). La simulation part à l'inverse de l'utopie du principe d'équivalence, part de la négation radicale du signe comme valeur, part du signe comme réversion et mise à mort de toute référence. Alors que la représentation tente d'absorber la simulation en l'interprétant comme fausse représentation, la simulation enveloppe tout l'édifice de la représentation lui-même comme simulacre.
Telles seraient les phases successives de l'image :
1. elle est le reflet d'une réalité profonde
2. elle masque et dénature une réalité profonde
3. elle masque l'absence de réalité profonde
4. elle est sans rapport à quelque réalité que ce soit : elle est son propre simulacre pur.

Dans le premier cas, l'image est une bonne apparence – la représentation est de l'ordre du sacrement. Dans le second, elle est une mauvaise apparence – de l'ordre du maléfice. Dans le troisième, elle joue à être une apparence – elle est de l'ordre du sortilège. Dans le quatrième, elle n'est plus du tout de l'ordre de l'apparence, mais de la simulation. »

Baudrillard, dans une sorte d'expérience de pensée, s'interroge sur la réaction que le pouvoir politique et judiciaire aurait face à la simulation : 

« Il serait intéressant de voir si l'appareil répressif ne réagirait pas plus violemment à un hold-up simulé qu'à un hold-up réel ? Car celui-ci ne fait que déranger l'ordre des choses, le droit de propriété, tandis que l'autre attente au principe même de réalité. La transgression, la violence sont moins graves car elles ne contestent pas le partage du réel. La simulation est infiniment plus dangereuse car elle laisse toujours supposer, au-delà de son objet, que l'ordre et la loi eux-mêmes pourraient bien n'être que simulation. »

## Illustrations
Le reste de l'ouvrage précise les notions de simulation et de simulacres à l'aide de nombreux exemples tirés de l'actualité. En voici quelques-uns :
- En 1971, des anthropologues découvrent aux Philippines une dizaine de membres de l'ethnie Tasaday, sur lesquels le gouvernement Marcos interdit toute investigation ethnographique. D'après Baudrillard, cette décision aurait été prise à l'initiative des anthropologues eux-mêmes, « qui voyaient à leur contact les indigènes se décomposer immédiatement, comme une momie à l'air libre. »

« Pour que vive l'ethnologie, il faut que meure son objet, lequel se venge en mourant d'avoir été 'découvert' et défie par sa mort la science qui veut le saisir. […]
C'est contre cet enfer du paradoxe que les ethnologues ont voulu se prémunir en refermant le cordon de sécurité de la forêt vierge autour des Tasaday. Personne n'y touchera plus : le gisement se referme comme une mine. La science y perd un capital précieux, mais l'objet sera sauf, perdu pour elle, mais intact en sa 'virginité'. […] L'Indien ainsi renvoyé au ghetto, dans le cercueil de verre de la forêt vierge, redevient le modèle de simulation de tous les Indiens possibles d'avant l'ethnologie. »

- « Disneyland est un modèle parfait de tous les ordres de simulacre enchevêtrés. […] Ce qui attire les foules, c'est sans doute […] le microcosme social, la jouissance religieuse, miniaturisée, de l'Amérique réelle, de ses contraintes et de ses joies. »[7]
- En 1974, une affaire d'espionnage, nommée par la suite Scandale du Watergate, aboutit à la démission de Richard Nixon, alors président des États-Unis. Baudrillard lit ce scandale comme une simulation : « Watergate. Même scénario qu'à Disneyland (effet imaginaire cachant qu'il n'y a plus de réalité au-delà qu'en deçà des limites du périmètre artificiel) : ici effet de scandale cachant qu'il n'y a aucune différence entre les faits et leur dénonciation. »[8]
- En 1979 est diffusée en France la mini-série américaine Holocauste : « Holocauste est d'abord (et exclusivement) un événement, ou plutôt un objet télévisé […], c'est-à-dire qu'on essaie de réchauffer un événement historique froid, tragique mais froid […], à travers un médium froid, la télévision, et pour des masses elles-mêmes froides, qui n'auront là l'occasion que d'un frisson tactile et d'une émotion posthume, frisson dissuasif lui aussi, qui le fera verser dans l'oubli avec une sorte de bonne conscience esthétique de la catastrophe. »[9]
- Dans le chapitre « L'implosion du sens dans les médias », Baudrillard s'interroge sur la prolifération des informations dans les médias : « Nous sommes dans un univers où il y a de plus en plus d'information, et de moins en moins de sens. »[10]
- Le point de départ du chapitre « Clone Story » est la naissance (hypothétique), aux États-Unis, d'un enfant par clonage. Baudrillard élabore alors une réflexion sur le clonage[11] : « Le clone est la matérialisation du double par voie génétique, c'est-à-dire l'abolition de toute altérité et de tout imaginaire. » « Le clonage est donc le dernier stade de l'histoire de la modélisation du corps, celui où, réduit à sa formule abstraite et génétique, l'individu est voué à la démultiplication sérielle. »[12] Ce processus est comparé à ce qui se passe dans l'œuvre d'art à l'époque de sa reproductibilité technique, selon l'analyse de Walter Benjamin.